# Somos nada
«Somos Nada»  es una canción de géneros pop, grabada por la cantante estadounidense Christina Aguilera, para su noveno álbum de estudio Aguilera. Fue escrito por Aguilera, Federico Vindver, Mario Domm, Sharlene Taulé, y fue producido por Rafa Arcaute y Vindver, coproducido por Afo Verde y Jean Rodríguez como productor vocal. La canción fue lanzada a través de Sony Music Latin como segundo sencillo del álbum el 18 de noviembre de 2021.

## Antecedentes y lanzamiento
En 2000, Aguilera lanzó su segundo álbum de estudio Mi reflejo, su primer álbum en español. El álbum pasó a ocupar el puesto número diez en el Top 20 de álbumes latinos de todos los tiempos de Billboard. Aguilera comenzó a promocionar el lanzamiento de su segundo álbum en español "retrasado" dos décadas después, a principios de 2021, y señaló en una revista de salud que:
"Estoy a meses de que se anuncie cualquier cosa [...] Estoy reinspirada y me he reconectado conmigo misma. Me he enamorado de la música de nuevo, lo cual es algo muy importante para decir, habiendo pasado toda mi carrera en la música".

## Composición
«Somos Nada» es una "balada nostálgica dirigida por un piano que pone su tono profundo y poderoso a la vanguardia". La canción está escrita en clave de La menor, con un tempo moderadamente lento de 50 latidos por minuto. La voz de Aguilera abarca desde C3 hasta D5.
La canción fue elogiada y recibió críticas positivas por parte de la prensa latina así como la revista Billboard y The Recording Academy.

## Video musical
El video musical de «Somos Nada» fue lanzado en 18 de noviembre de 2021. Fue dirigido por Alexandre Moors. En el video se puede apreciar la continuación de la historia, de sencillo pasado «Pa mis muchachas».

## Créditos
- Voz principal: Christina Aguilera
- Productores: Rafa Arcaute, Federico Vindver
- Compositores: Aguilera, Federico Vindver, Mario Domm, Sharlene Taulé
- Coproductor – Afo Verde
- Productor vocal – Jean Rodríguez

## Posiciones
| Lista (2021)                              | Mejor posición |
| ----------------------------------------- | -------------- |
| Estados Unidos (Latin Digital Song Sales) | 5              |
| España Canciones Digitales (Billboard)    | 3              |